# Les Cinq Conteurs de Bagdad
Les Cinq Conteurs de Bagdad est un album de bande dessinée français scénarisé par Fabien Vehlmann, dessiné par Frantz Duchazeau et publié en 2006 par Dargaud dans la collection « Long Courrier ».
L'album est réédité en 2007  (ISBN 978-2-205-05779-9), augmenté d'une histoire inédite en fin de volume intitulée Ce qui n’a pas été dévoilé.

## Réception critique
Pour Jean-Claude Loiseau de Télérama, « l'imagination caracole, les épisodes s'enchaînent, figures libres en forme de légendes et mythes plus ou moins farfelus, bousculés, distanciés par une dérision très contemporaine. Au-delà de la séduisante osmose entre des dialogues drôlement aiguisés et un dessin d'une vivacité ciselée se profile une réflexion fine sur ce qu'est une bonne histoire, et la portée qu'elle peut avoir quand on y met un peu plus que du savoir-faire. Les personnages se posent quelques questions à ce sujet. Le duo Velhmann-Duchazeau y répond avec une verve effervescente ». Benoît Cassel de Planetebd.com juge que l'album constitue « une brillante réflexion sur la force de la parole ».

## Distinctions
- 2007 : Prix des libraires de bande dessinée
- 2007 : Prix Saint-Michel de la Meilleure BD d’un auteur francophone[4]